# Zofia Amelia brunszwicka
Zofia Amelia brunszwicka duń. Sophie Amalie (ur. 24 marca 1628 w Herzbergu, zm. 20 lutego 1685 w Kopenhadze) – królowa Danii i Norwegii.

## Małżeństwo
Urodziła się jako jedyna córka (czwarte dziecko) księcia Brunszwik-Lüneburg Jerzego (1583–1641) i jego żony Anny Eleonory z Hesji-Darmstadt (1601–1659). W wieku 12 lat została zaręczona z następcą tronu duńskiego ks. Fryderykiem (późniejszym królem Danii Fryderykiem III), a 1 października 1643 w Glücksburg (Ostsee) poślubiła go. Małżeństwo to zostało zawarte z powodu kalkulacji politycznych i dlatego małżonkowie nigdy nie żywili wobec siebie głębszych uczuć. Wobec tego faktu może nie dziwić, iż oboje angażowali się w pozamałżeńskie przygody i wzajemnie to tolerowali. Zofia Amelia wstąpiła na tron wraz z mężem 28 lutego 1648 po śmierci teścia króla Chrystiana IV. Para została koronowana w katedrze kopenhaskiej (1648). Była to ostatnia duńska koronacja w tej świątyni.

## Życie
Królowa miała bardzo męskie zainteresowania: lubiła jazdę konną i polowania. Była też przekonana o konieczności podkreślania swojej wyjątkowej pozycji społecznej i w związku z tym prowadziła życie na wysokim poziomie wzorując się na francuskim królu Ludwiku XIV, co niewątpliwie nadwerężało budżet państwowy. Duńczycy pamiętają ją przede wszystkim z powodu jej chorobliwej zazdrości i nienawiści do przyrodniej siostry męża, Eleonory Krystyny, która została uwięziona i do śmierci królowej trzymana pod kluczem. Zgorszenie wywołał fakt pozowania królowej w stroju Ewy do portretu przedstawiającego ją jako boginię Herę. Zofia Amelia zapoczątkowała budowę podmiejskiej rezydencji królewskiej, Pałacu Amalienborg (obecnie oficjalna rezydencja królów Danii w Kopenhadze). Pałac został nazwany jej imieniem. Wywierała pewien wpływ na decyzje polityczne (m.in. na wprowadzenie monarchii absolutnej w Danii), a po śmierci męża większość czasu spędzała w Pałacu Amalienborg, by nie utracić kontroli nad rządami swego syna Chrystiana V. Królowa wspierała związki Danii ze Szwecją i Francją, a ich wyrazem stało się małżeństwo jej córki Ulryki Eleonory ze szwedzkim królem Karolem XI.

## Potomstwo
Para miała ośmioro dzieci:
- Chrystiana V (1646–1699),
- Annę Zofię (1647–1717),
- Frederykę Amalię (1649–1704),
- Wilhelminę Ernestynę (1650–1706),
- Fryderyka (1651–1652),
- Jerzego (1653–1708),
- Ulrykę Eleonorę (1656–1693),
- Dorotę Julianę (1657–1658).

## Śmierć
Zofia Amelia zmarła w Amalienborgu, swojej rezydencji pod Kopenhagą i została pochowana w katedrze w Roskilde.